# Naturschutzgebiet Eulenberg

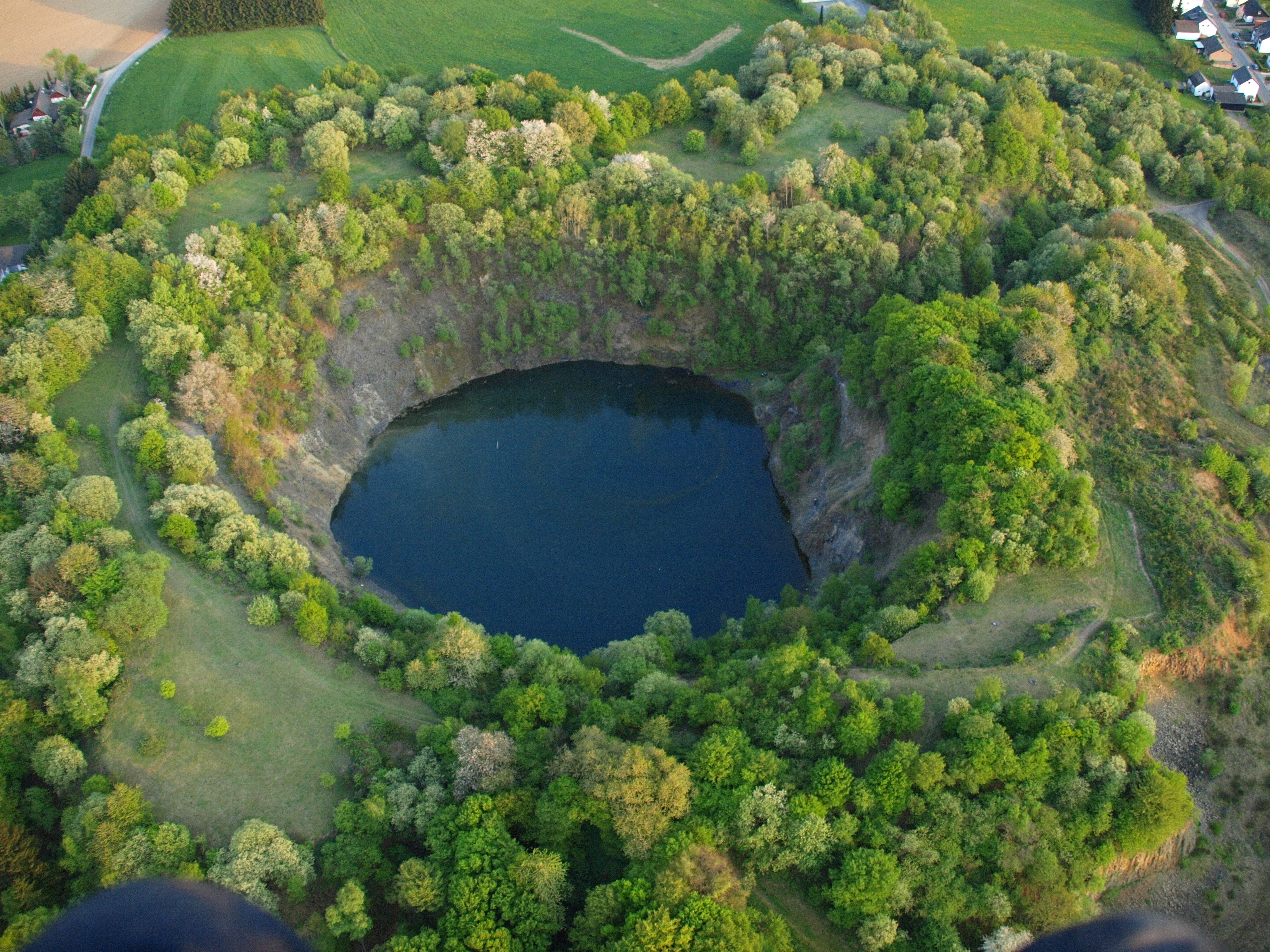
Luftbild vom Naturschutzgebiet Eulenberg

Das Naturschutzgebiet Eulenbenberg ist ein 16,3 ha großes Naturschutzgebiet (NSG) nördlich von Eulenberg im Stadtgebiet von Hennef im Rhein-Sieg-Kreis. Das Gebiet wurde 2008 vom Kreistag des Rhein-Sieg-Kreises mit Landschaftsplan NR. 9 Stadt Hennef Uckerather Hochfläche als NSG ausgewiesen.

## Beschreibung
Im heutigen NSG wurde seit dem 19. Jahrhundert Basalt abgebaut. Von der Spitze der Bergkuppe arbeitete man sich immer tiefer in den Hügel vor, so dass die heute ersichtliche Kraterform entstand. Im Steinbruch wurden die Steine für Straßenbau und für die großen Dammbauten (z. B. IJsselmeer, Sylt, Nordsee) gebrochen und verschifft. Das erste Mal stellte man 1928 Abbau ein. Von 1961 bis 1975 wurde aber der Betrieb von den Firmen Sieg-Rhein Basaltwerke G.m.b.H. und der Basalt-Aktien-Gesellschaft wieder aufgenommen, um Unterbaumaterial für Straßen zu gewinnen. Das Wasser musste aus dem entstehenden Krater abgepumpt werden. Als die Pumpen 1976 nach Abbauende abgestellt wurden, entstand der heute 120 × 100 m große See. Der See ist 18 m tief. Von 1983 bis 1989 versuchte man im See eine Forellenzucht zu etablieren. Dadurch reicherte sich das Wasser des Sees mit Nährstoffen an.
Neben dem Kratersee befinden sich verschiedene Waldtypen im NSG, ein alter Rotbuchenwald und trockene Eichen-Kirschen-Wälder. Auch verschiedene Gebüsche haben sich entwickelt. Es gibt bewaldete und offene Felsen und Schotterhalden. Auf Schotterflächen haben sich trockene und magere Magerrasen entwickelt. Auch eine Obstwiesen und Hochstaudenfluren befinden sich im Schutzgebiet. Diese Offenlandbereiche locken zahlreiche Insekten an.
Es kommen im NSG viele seltene Arten wie Uhu, Gelbbauchunke, Geburtshelferkröte, Mauereidechse, Schwalbenschwanz, Milzfarn und Golddistel vor. 2005 konnte der NABU-Rhein-Sieg mit Fördergeldern der NRW-Stiftung das NSG kaufen.
Der NABU legte einen 1,3 km langer Rundweg an, der von einem Parkplatz am Ortseingang Eulenberg zugänglich ist. Der Rundweg ist mit gelb-schwarzen Eulensymbolen markiert. Am Parkplatz stehen zwei Infotafeln über das Naturschutzgebiet Eulenberg. Der NABU führt zur Erhaltung der Artenvielfalt Entbuschungen und eine Grünland-Mahd durch, ferner legt er neue Kleingewässer an.
Im NSG ist angeln verboten. Die Ausübung der Jagd ist in der Zeit vom 1. März bis 31. Juli verboten mit Ausnahme der Jagd auf Wildschweine und Rotfüchse. Auch Wildfütterungen und das Aufstellen von Bienenstöcken sind nicht erlaubt.

## Spezielle Schutzzwecke für das NSG
Laut Landschaftsplan erfolgte die Ausweisung zum:
- „zur Erhaltung und Entwicklung eines Steinbruchsees mit unterschiedlich aus schiedlich aus schiedlich ausgeprägten Uferformen als Lebensraum für heimische Tier- heimische Tier- und Pflanzenarten, insbesondere für Am sondere für Amphibien;“
- „zur Erhaltung sonnenexponierter Steilböböschungen und Felswände als Lebensraum für wärmeliebende Pflanzen- und Tierarten und Tierarten wie die Zauneidechse und Felsgrus- und Felsspaltenvegetation mit Milzfarn, Blauschwingel und Schwarzstieligem Streifenfarn;“
- „in seiner Funktion als Lebensraum für spezialisierte, teilweise in ihrem Bestand bedrohte Tier- und Pflanzenarten und deren Lebensgemeinschaften, insbesondere für Vögel, Amphibien und Reptilien sowie Insekten; z.B. für Schwalbenschwanz, Schachbrett, Braunauge; Hausrotschwanz, Dorngrasmücke, Zwergtaucher, Turmfalke, Wespenbussard, Uhu (potentieller Lebensraum); Ringelnatter; Wiesen-Habichtskraut, Spiegelndes Laichkraut;“
- „zur Erhaltung und Entwicklung eines Mos zur Erhaltung und Entwicklung eines Mosaiks von Pionier-, Trocken- und Magerrasenstandorten, Pioniergebüschen und -wäldern sowie von Laubwäldern sowie von Laub-Mischwald auf den Hängen als vielfältiger Biotopkomplex.“[1]